# شادی کرم‌رودی
شادی کرم‌رودی (زادهٔ ۶ مهر ۱۳۶۹) بازیگر و کارگردان اهل ایران است. او دانش‌آموختهٔ لیسانس رشتهٔ نوازندگی از دانشگاه هنر و فوق لیسانس ادبیات نمایشی از دانشگاه سوره است و تدریس موسیقی نیز می‌کند. کرم‌رودی اولین بار در ۲۳ سالگی با فیلم ماهی و گربه (۱۳۹۲) به کارگردانی شهرام مکری جلوی دوربین رفت. سپس در فیلم یک شهروند کاملا معمولی (۱۳۹۳) حضور داشت.
او در ۱۳۹۶ در فیلم تحسین‌شدهٔ دارکوب نقش تینا را در کنار چهره‌هایی چون سارا بهرامی و امین حیایی ایفا کرد.

## فیلم‌شناسی

###### در مقام بازیگر
| سال  | عنوان                  | نقش    | کارگردان           | توضیحات    | منبع        |
| ---- | ---------------------- | ------ | ------------------ | ---------- | ----------- |
| ۱۳۹۲ | ماهی و گربه            | مارال  | شهرام مکری         |            | [ ۲ ]       |
| ۱۳۹۳ | مستانه                 | مریم   | محمدحسین فرح‌بخش    |            |             |
| ۱۳۹۳ | یک شهروند کاملاً معمولی | سارا   | مجید برزگر         |            | [ ۳ ] [ ۴ ] |
| ۱۳۹۴ | جای منو توی اتاق بنداز |        | امیر توده روستا    | فیلم کوتاه |             |
| ۱۳۹۶ | دارکوب                 | تینا   | بهروز شعیبی        |            | [ ۵ ]       |
| ۱۳۹۷ | مثل بچه آدم            | سارا   | آرین وزیردفتری     | فیلم کوتاه | [ ۶ ]       |
| ۱۳۹۷ | جمشیدیه                | تمنا   | یلدا جبلی          |            |             |
| ۱۳۹۷ | درخت بنفش              |        | امین اصلانی        |            |             |
| ۱۳۹۸ | زوزهٔ مرد               |        | رضا گیمنی          | فیلم کوتاه |             |
| ۱۳۹۸ | زرد خالدار             |        | باران سرمد         | فیلم کوتاه |             |
| ۱۳۹۹ | سه روز و سه قتل        |        | مسعود امینی تیرانی |            |             |
| ١٣٩٩ | ابلق                   | فیروزه | نرگس آبیار         |            |             |
| ۱۴۰۰ | بی‌رویا                 |        | آرین وزیردفتری     |            | [ ۱ ]       |

###### در مقام نویسنده و کارگردان
| سال  | عنوان             | سمت      | سمت     | توضیحات    | منبع        |
| سال  | عنوان             | کارگردان | نویسنده | توضیحات    | منبع        |
| ---- | ----------------- | -------- | ------- | ---------- | ----------- |
| ۱۳۹۶ | هنوز نه…          | نه       | آری     | فیلم کوتاه | [ ۷ ] [ ۸ ] |
| ۱۳۹۸ | هرگز، گاهی، همیشه | آری      | آری     | فیلم کوتاه |             |
| ۱۴۰۱ | آبی می‌شود         | آری      | آری     | فیلم کوتاه | [ ۹ ]       |

## سریال
| سال  | عنوان       | کارگردان              | نقش           | توضیحات          |
| ---- | ----------- | --------------------- | ------------- | ---------------- |
| ١۴٠٠ | مردم معمولی | رامبد جوان            | آوا           | شبکه نمایش خانگی |
| ١٣٩٩ | بوم و بانو  | سعید سلطانی           | مارینا        | شبکه دو          |
| ١٣٩٩ | شاهرگ       | سیدجلال دهقانی اشکذری | فرنگیس شعبانی | شبکه دو          |

## جوایز
- نامزد بهترین بازیگر نقش مکمل زن برای فیلم سینمایی بی‌رویا از چهلمین دوره جشنواره فیلم فجر
- برنده جایزه بهترین فیلم‌نامه برای فیلم کوتاه هرگز، گاهی، همیشه از سی‌هشتمین دوره جشنواره فیلم کوتاه تهران
- برنده جایزه بهترین کارگردانی برای فیلم کوتاه هرگز، گاهی، همیشه از سومین دوره جشنواره فیلم ده
- برنده جایزه بهترین فیلم‌نامه به طور مشترک با آرین وزیردفتری برای فیلم کوتاه هنوز نه از چهاردهمین دوره جشنواره فیلم نهال
- برنده بهترین بازیگر زن در دوازدهمین دورهٔ جشنوارهٔ ملی دانشجویی فیلم کوتاه سایه برای فیلم مثل بچه آدم[۱۰]
- برنده بهترین بازیگر زن در پانزدهمین دورهٔ جشنواره دانشجویی فیلم کوتاه نهال برای فیلم مثل بچه آدم
- برنده جایزه بزرگ هیئت داوران بخش فیلم کوتاه جشنواره SXSW در آمریکا با فیلم آبی می شود
- برنده جایزه بهترین فیلم کوتاه در بخش بین الملل جشنواره فیلم کوتاه بوسان با فیلم آبی می شود